# ベルニー
『ベルニー』（Bernie）は、1996年にフランスで製作されたアルベール・デュポンテル監督・主演のブラック・コメディである。

## 概要
フランスにおいてコメディアン、俳優として活躍するアルベール・デュポンテルが監督脚本を務めた本作は、過激なブラックコメディとして仕上がっている。その功績が認められて、初監督作にしてセザール賞の新人監督賞にノミネートされたほか、1998年に開催されたゆうばり国際ファンタスティック映画祭に正式出品されている。驚くほどピュアで、世間知らずな主人公のベルニーをデュポンテル自身が演じており、独特の雰囲気を醸し出している。

## ストーリー
孤児院で30年間過ごしてきたベルニー・ノエル（アルベール・デュポンテル）は、ある日ようやく施設から出ることになる。しかし生まれて間もなく孤児院へやって来たベルニーは、施設を出ても行くあてがない。そこで施設にある自分に関する書類に目を通したベルニーは、自分がとあるアパートのゴミ捨て場で拾われたことを知る。最後には“恐らく両親による行為”と書かれているのだが、自分で勝手に憶測を進めたベルニーは、何らかの事件により両親は仕方なく自分を捨てたのだと解釈。おまけに今は自分の助けが必要な時と思い込んだベルニーは自分の父親と母親を探しに施設を出る。しかし、そのころ当のベルニーの両親は、父親は酒癖の悪い浮浪者になり果て、母親は富豪と再婚して新たな再出発を遂げていた。そんなこととも露知らず、父親と微妙な再会を果たしたベルニーは、元妻に異様な復讐心を燃やす父親と共に母の住む豪邸へ向かう。

## キャスト・スタッフ

### キャスト
- ベルニー・ノエル：アルベール・デュポンテル Albert Dupontel
- ドナルド・ウィリス：ローランド・ブランシェ Roland Blanche
- クレモント：エレーヌ・ヴァンサン Hélène Vincent
- マリオン：クロード・ペロン
- ラモンダ：ロラン・ベルタン Roland Bertin

### スタッフ
- 監督：アルベール・デュポンテル
- 脚本：アルベール・デュポンテル
- 製作：ジャン・ミシェル＝レイ、フィリップ・リジョワ（フランス語版）
- 音楽：ラモン・ピパン（フランス語版）
- 撮影：ギューム・シフマン
- 編集：ジュリエット・ウェルフリング
- 衣装：シャトワンヌ